# Championship Bowling (jeu vidéo, 1993)
Championship Bowling (Boogie Woogie Bowling au Japon) est un jeu vidéo de bowling sorti en 1993 sur Mega Drive. Le jeu a été développé et édité par Mentrix.